# Molophilus (Molophilus) lanceolatus
Molophilus (Molophilus) lanceolatus is een tweevleugelige uit de familie steltmuggen (Limoniidae). De soort komt voor in het Palearctisch gebied.